# Karşıyaka (Izmir)

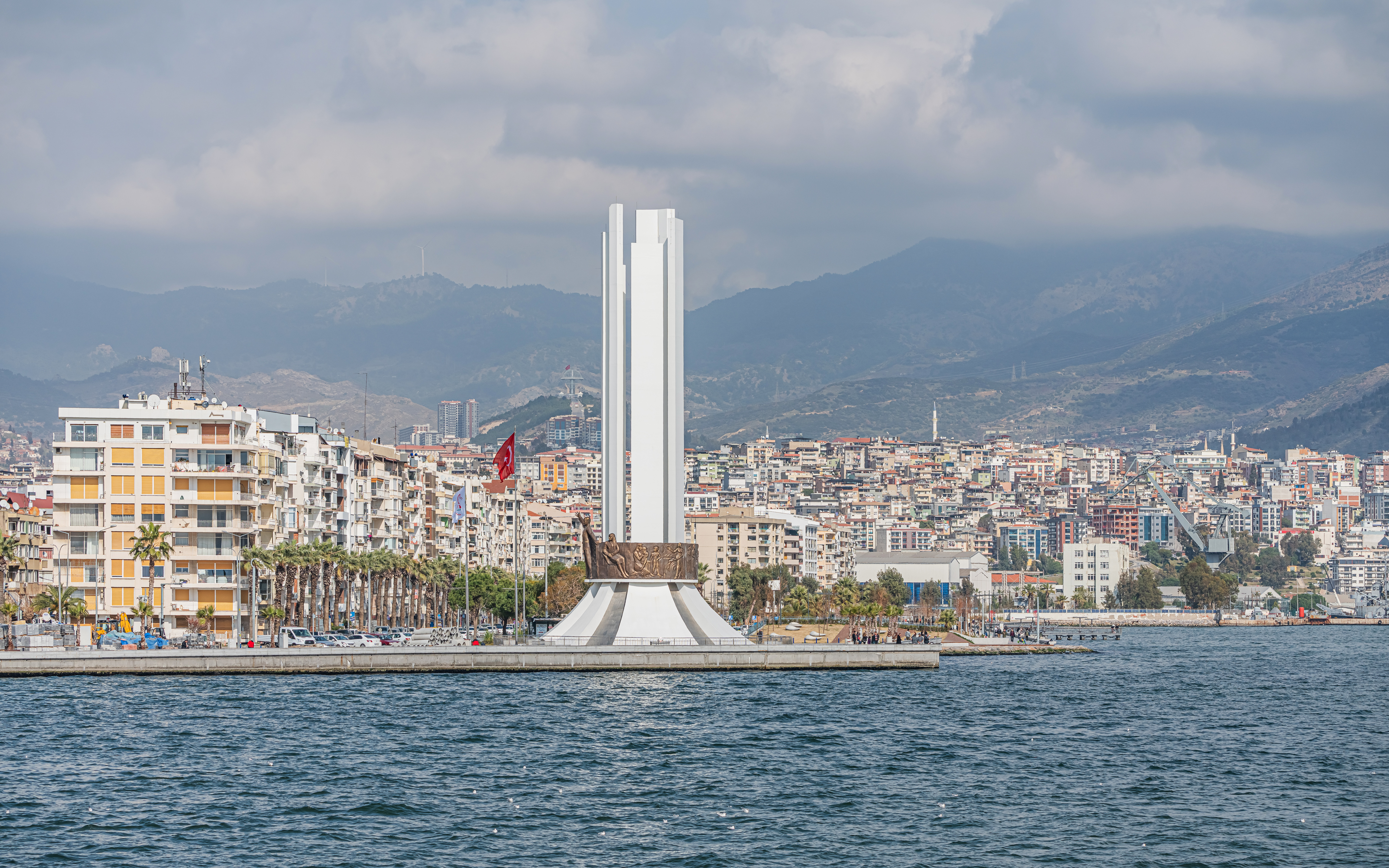
Monument

Karşıyaka (auf Deutsch Gegenufer oder Gegenüberliegendes Ufer) ist eine Stadtgemeinde (Belediye) im gleichnamigen Ilçe (Landkreis) der Provinz Izmir in der türkischen Ägäisregion und gleichzeitig ein Stadtbezirk der 1984 gebildeten Büyükşehir belediyesi İzmir (Großstadtgemeinde/Metropolprovinz). Seit der Gebietsreform ab 2013 ist die Gemeinde flächen- und einwohnermäßig identisch mit dem Landkreis.

## Geografie
Karşıyaka liegt nordwestlich des Stadtzentrums von Izmir am Nordufer des Golfes von Smyrna (İzmir Körfezi). Der Landkreis grenzt im Osten an Bayraklı und Bornova, im Norden an Menemen und im Westen an Çiğli. Im Süden liegt die Küste des Golfes. Karşıyaka  ist der drittkleinste Kreis/Stadtbezirk der Provinz, die Bevölkerungsdichte ist nach Konak die Höchste und liegt bei dem knapp Zwanzigfachen des Provinzwertes (6865:370).
Karşıyaka trug früher den Namen Kordelya. Dieser soll sich von Coeur de Lion ableiten und sich auf Richard Löwenherz beziehen, der hier sein Lager aufschlug. Die Umbenennung erfolgte nach der Vertreibung der Griechen. 1954 wurde der Ort zum Landkreis und 1984 erhielt er den Status einer Belediye. Karşıyaka war bereits im Osmanischen Reich eine Belediye. Der erste Bürgermeister war in den 1880er Jahren Çömezzade Hacı Mehmet Efendi.

## Verwaltung
Der Kreis wurde 1954 (durch das Gesetz Nr. 6325) gegründet. Er bestand (bis) Ende 2012 aus der Kreisstadt und zwei Dörfern, die während der Verwaltungsreform 2013/2014 in Mahalle (Stadtviertel/Ortsteile) überführt wurden. Die 25 Mahalle der Kreisstadt blieben unverändert bestehen. Den Mahalle steht ein Muhtar als oberster Beamter vor.
Ende 2020 lebten durchschnittlich 12.967 Menschen in jedem Mahalle. Die bevölkerungsreichsten waren zu der Zeit:
- Yalı Mah. (38.272)
- Bostanlı Mah. (32.249)
- Şemikler Mah. (28.450)
- Bahçelievler Mah. (26.424)

- Dedebaşı Mah. (19.884)
- Mavişehir Mah. (14.327)
- Cumhuriyet Mah. (13.619)
- Bahriye Üçok Mah. (12.861)
- Bahariye Mah. (12.615)
- Aksoy Mah. (11.775)
- Donanmacı Mah. (10.747)
- Mustafa Kemal Mah. (10.487 Einw.)

## Sport
Karşıyaka hat den Sportverein Karşıyaka SK, dessen Fußballabteilung den Landkreis insgesamt 16 Spielzeiten lang in der ersten türkischen Fußballliga, in der Süper Lig, vertrat. Seit dem letzten Erstligaabstieg zum Sommer 1996 spielt der Verein, mit Ausnahme einer zweijährigen Drittligaperiode in den Jahren 2001 bis 2003, durchgängig in der zweithöchsten türkischen Spielklasse, der TFF 1. Lig. Die Basketballabteilung spielt in der höchsten türkischen Spielklasse, in der Türkiye Basketbol Ligi. Während die Fußballabteilung nach den großen Konkurrenten Altay Izmir und Göztepe Izmir die dritterfolgreichste Mannschaft der Stadt darstellt ist die Basketballabteilung die erfolgreichste Mannschaft der gesamten Stadt.

## Persönlichkeiten
- Nazan Öncel (* 1956), Sängerin
- Engin Altan Düzyatan (* 1979), türkischer Schauspieler
- Anıl Piyancı (* 1990), Rapper

Im städtischen Zentrum von Karşıyaka befindet sich das in den 2010er Jahren wieder neu erbaute Atatürk, Annesi ve Kadın Hakları Anıtı (Denkmal für Atatürk, seine Mutter und die Frauenrechte). Hier steht zudem eines der Häuser, das der Familie von Latife Uşşaki, der Frau Atatürks gehörte und in dem dessen Mutter Zübeyde Hanım starb. Es wurde 2008 restauriert.